# Clemente Martínez Cebrián
Clemente Martínez Cebrián Sch. P. (Carazo (Burgos), 23 de noviembre de 1872-Madrid, agosto de 1936) fue un sacerdote escolapio de la comunidad de las Escuelas Pías de San Antón, asesinado en algún día de agosto de 1936 durante la Guerra Civil de España. Tiene abierto proceso de canonización por parte de la Iglesia católica.

## Biografía
Clemente Martínez fue provincial de la demarcación escolapia de Castilla entre 1919 y 1936, fecha en la que fue asesinado, salvo un trienio entre 1925 y 1928 en que fue asistente provincial.
Había ingresado en la Orden en 1887 en el noviciado de Getafe y al terminar sus estudios se incorporó a colegio de San Antón siendo ya licenciado en Filosofía y Letras.
Fue rector del colegio de Úbeda entre 1912 y 1915, retornando a San Antón, donde pasó el resto de su vida, como rector hasta 1919 y a partir de ahí ya como responsable también de la demarcación escolapia de Castilla.
Promovió la fundación del colegio de Linares y del Buen Suceso de Granada, así como el de Santander y con el nacimiento de la demarcación de Vasconia en 1932, cedió el colegio de Bilbao a la nueva demarcación.
Con la llegada  de la República y sus leyes en contra de la enseñanza religiosa tuvo que afrontar grandes preocupaciones como Superior Provincial e hizo frente con gran capacidad de trabajo y organización unidas a sus dotes de mando.
Al estallar la guerra civil, en agosto de 1936 fue apresado por los milicianos de la Izquierda, para luego ser asesinado en la pradera de San Isidro (Madrid). Su cuerpo está enterrado en el Cementerio de La Almudena.
Está enterrado en el cementerio de La Almudena. 
Está iniciada la causa de canonización por la Iglesia Católica, siendo el Postulador General de esta Causa es el P. Manuel Pérez, Sch. P..